# Setopagis maculosa
El chotacabras guayanés o chotacabra moteada (Setopagis maculosa) es una especie de ave caprimulgiforme de la familia Caprimulgidae endémica de la Guayana Francesa. Se conoce a partir de un solo espécimen con seguridad, un macho recolectado en Fleuve Mana, Guayana Francesa, en 1917. Aunque podría haberse capturado una hembra en la pista del aeropuerto de Saül en 1982.
Se trata de un chotacabras pequeño con plumaje de tonos pardos veteados, que mide 22,5 cm. Sus partes superiores son de color pardo grisáceo, y su píleo y nuca están densamente veteados en pardo negruzco. Presenta una lista fina crema alrededor del cuello casi indistinguible, salvo en la parte posterior del cuello. Las coberteras de las alas son pardo grisáceas moteadas en crema. Sus zona escapular es pardo negruzca y no un contorno crema. Presenta una gran mancha blanca a cada lado de la parte baja de la garganta. Sus partes inferiores son anteanas con un denso listado pardo.